# Джон де Вер, 16-й граф Оксфорд
Джон де Вер (англ. John de Vere; 1516 - 3 серпня 1562) — англійський аристократ, 16-й граф Оксфорд з 1540, лорд великий камергер Англії. Член Таємної ради за правління Марії I.

## Життєпис
Був старшим сином Джона де Вера, 15-го графа Оксфорда, та його другої дружини Елізабет Трасселл. Народився в 1516.
З 1526 носив Титул ґречності лорд Болебек, а в 1540, після смерті батька, успадкував сімейні володіння і зайняв місце в Палаті лордів як 16-й граф Оксфорд.
У 1541 успадкував землі матері, в 1544 брав участь у булонському поході як капітана.
У день коронації Едуарда VI, 20 лютого 1547, граф посвячений у лицарі.
У 1553 він серед інших лордів підписав документ, згідно з яким престол після смерті Едуарда повинен був перейти до Джейн Грей, але незабаром підтримав іншого претендента - Марію Тюдор. Остання, отримавши корону, включила сера Джона до своєї Таємної ради. Тим не менш, пізніше графа підозрювали в симпатіях протестантизму та навіть у причетності до змови.
У 1558 королевою стала Єлизавета I, що живила до нього прихильність.
У 1559 граф зустрічав шведського принца Юхана, який приїхав просити руки королеви для свого брата Еріка, в 1561 він приймав Єлизавету у своєму маєтку Хедінгем.
В Ессексі, де знаходилися основні володіння сера Джона, він все своє життя мав великий вплив і займав різні пости мирового судді, лорда-лейтенанта та ін. Як і інші вельможі тієї епохи, граф утримував акторську трупу, відому як «люди Оксфорда».

## Особисте життя
Граф був одружений двічі - на Доротеї Невілл (дочки Ральфа Невіла, 4-го графа Вестморленда, і Кетрін Стаффорд) і на Марджорі Голдінг. У першому шлюбі народилася дочка Кетрін, дружина Едуарда Віндзора, 3-го барона Віндзора; у другому шлюбі народилися син Едуард і дочка Мері, дружина Перегріна Берті, 13-го барона Віллоубі де Ерзбі.